# Hortipes limicola
Hortipes limicola là một loài nhện trong họ Corinnidae.
Loài này thuộc chi Hortipes. Hortipes limicola được miêu tả năm 1998 bởi Ledoux & Emerit.